# 孫燧 (弘治進士)
孙燧（1460年—1519年），字德成，号一川，浙江餘姚縣人。家族出于横河孙氏，明朝忠臣。官至江西巡抚，宁王朱宸濠谋反时将其杀害。身后追赠禮部尚書，謚忠烈。萬曆時固爭的禮部侍郎孫如游是其後。

## 生平
弘治五年（1492年）壬子科浙江鄉試第三名舉人，弘治六年（1493年）癸丑科進士，历官刑部主事，迁郎中；正德元年（1506年）五月往江西録囚，六年十二月升福建右参政，八年九月升貴州按察使，九年正月調任山東按察使，十年五月升任河南右布政使；正德十年（1515年）十月，擢右副都御史，巡抚江西。孙燧巡抚江西时，宁王朱宸濠有谋反自立之心并密谋加紧准备，遭孙燧觉察。孙燧一面加强江西地方武备，一面向朱宸濠陈说大义，并屡次公开反对朱宸濠，遭朱宸濠忌恨。正德十四年（1519年），朱宸濠欲借自己生日庆祝筵席之机谋反，孙燧应邀前往，并与朱宸濠針锋相对，宴后遭朱宸濠杀害。
朱宸濠叛乱不久即被王守仁平定。明世宗朱厚熜即位，追赠为礼部尚书，谥忠烈。《明史》将其事列入忠义传。

## 家族
曾祖父孫遜益，封監察御史；祖父孫孟宏，遇例冠帶；父親孫新存，遞運所大使。母李氏。具庆下。